# Représentations diplomatiques du Mali

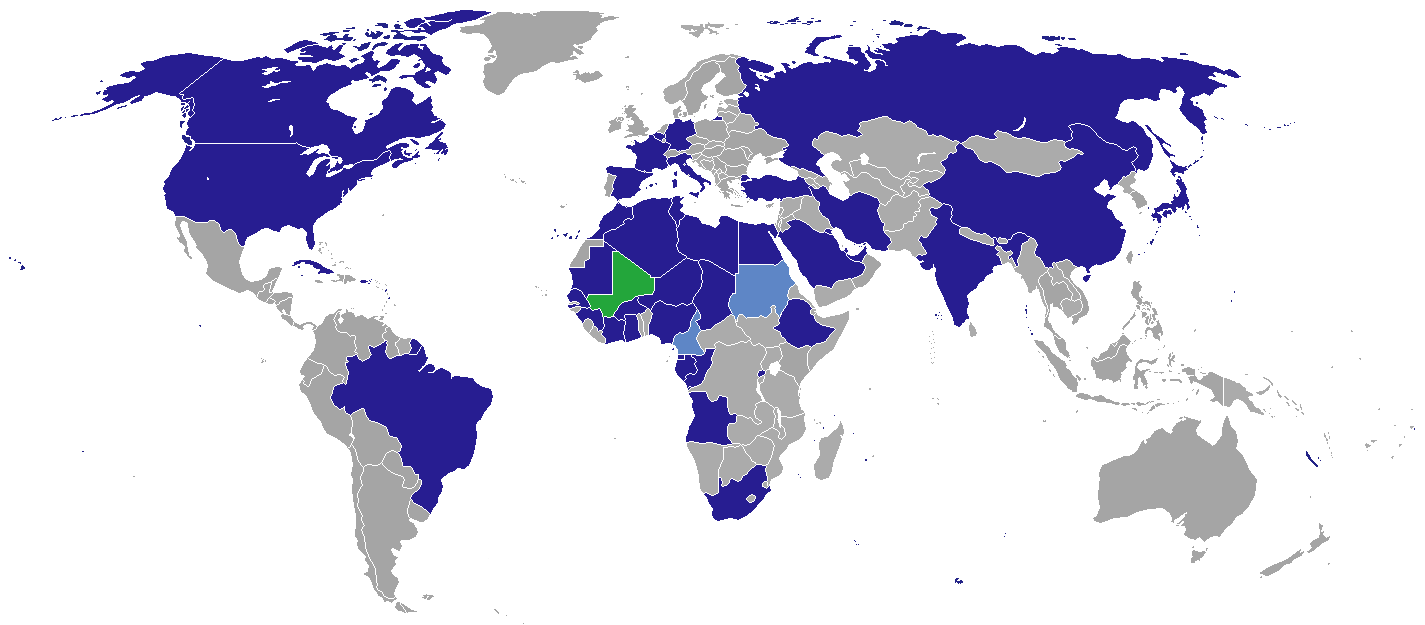
Représentations diplomatiques du Mali.

Voici les représentations diplomatiques du Mali à l'étranger :

## Afrique
- Afrique du Sud
  - Pretoria (ambassade)
- Algérie
  - Alger (ambassade)
  - Tamanrasset (consulat)
- Angola
  - Luanda (ambassade)
- Burkina Faso
  - Ouagadougou (ambassade)
- Cameroun
  - Douala (consulat général)
- Côte d'Ivoire
  - Abidjan (ambassade)
  - Bouaké (consulat)
- Égypte
  - Le Caire (ambassade)
- Éthiopie
  - Addis-Abeba (ambassade)
- Gabon
  - Libreville (ambassade)
- Ghana
  - Accra (ambassade)
- Guinée
  - Conakry (ambassade)
- Guinée équatoriale
  - Malabo (ambassade)
- Libye
  - Tripoli (ambassade)
- Maroc
  - Rabat (ambassade)
- Mauritanie
  - Nouakchott (ambassade)
- Niger
  - Niamey (ambassade)
- Nigeria
  - Abuja (ambassade)
- République du Congo
  - Brazzaville (ambassade)
- Rwanda
  - Kigali (ambassade)
- Sénégal
  - Dakar (ambassade)
- Soudan
  - Khartoum (consulat général)
- Tchad
  - N'Djaména (ambassade)
- Tunisie
  - Tunis (ambassade)

## Amérique
- Brésil
  - Brasília (ambassade)
- Canada
  - Ottawa (ambassade)
- Cuba
  - La Havane (ambassade)
- États-Unis
  - Washington (ambassade)

## Asie
- Arabie saoudite
  - Riyad (ambassade)
  - Djeddah (consulat général)
- Chine
  - Pékin (ambassade)
  - Canton (consulat général)
- Émirats arabes unis
  - Abou Dabi (ambassade)
- Inde
  - New Delhi (ambassade)
- Iran
  - Téhéran (ambassade)
- Japon
  - Tokyo (ambassade)
- Koweït
  - Koweït ville (ambassade)
- Qatar
  - Doha (ambassade)
- Turquie
  - Ankara (ambassade)

## Europe
- Allemagne
  - Berlin (ambassade)
- Belgique
  - Bruxelles (ambassade)
- Espagne
  - Madrid (ambassade)
- France
  - Paris (ambassade et consulat général)
- Italie
  - Rome (ambassade)
- Russie
  - Moscou (ambassade)

## Organisations internationales
- Addis-Abeba (mission permanente auprès de l'Union africaine.
- Bruxelles (mission permanente auprès de l'Union européenne.
- Genève (mission permanente auprès de l'Organisation des Nations unies.
- New York (mission permanente auprès de l'Organisation des Nations unies.
- Paris (mission permanente auprès de l'UNESCO.
- Rome (mission permanente auprès de l'Organisation des Nations unies pour l'alimentation et l'agriculture.

## Galerie

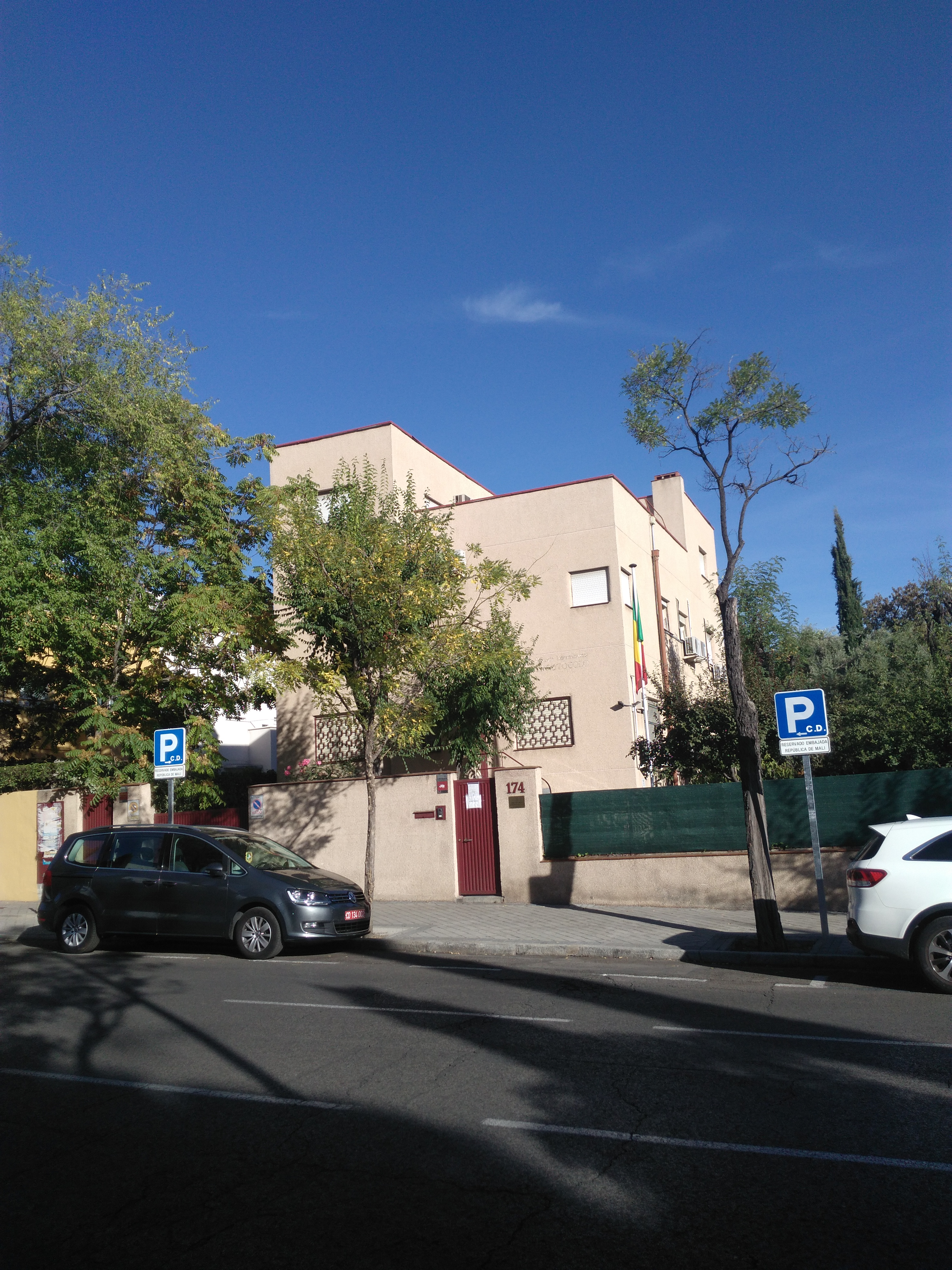
Ambassade à Madrid.
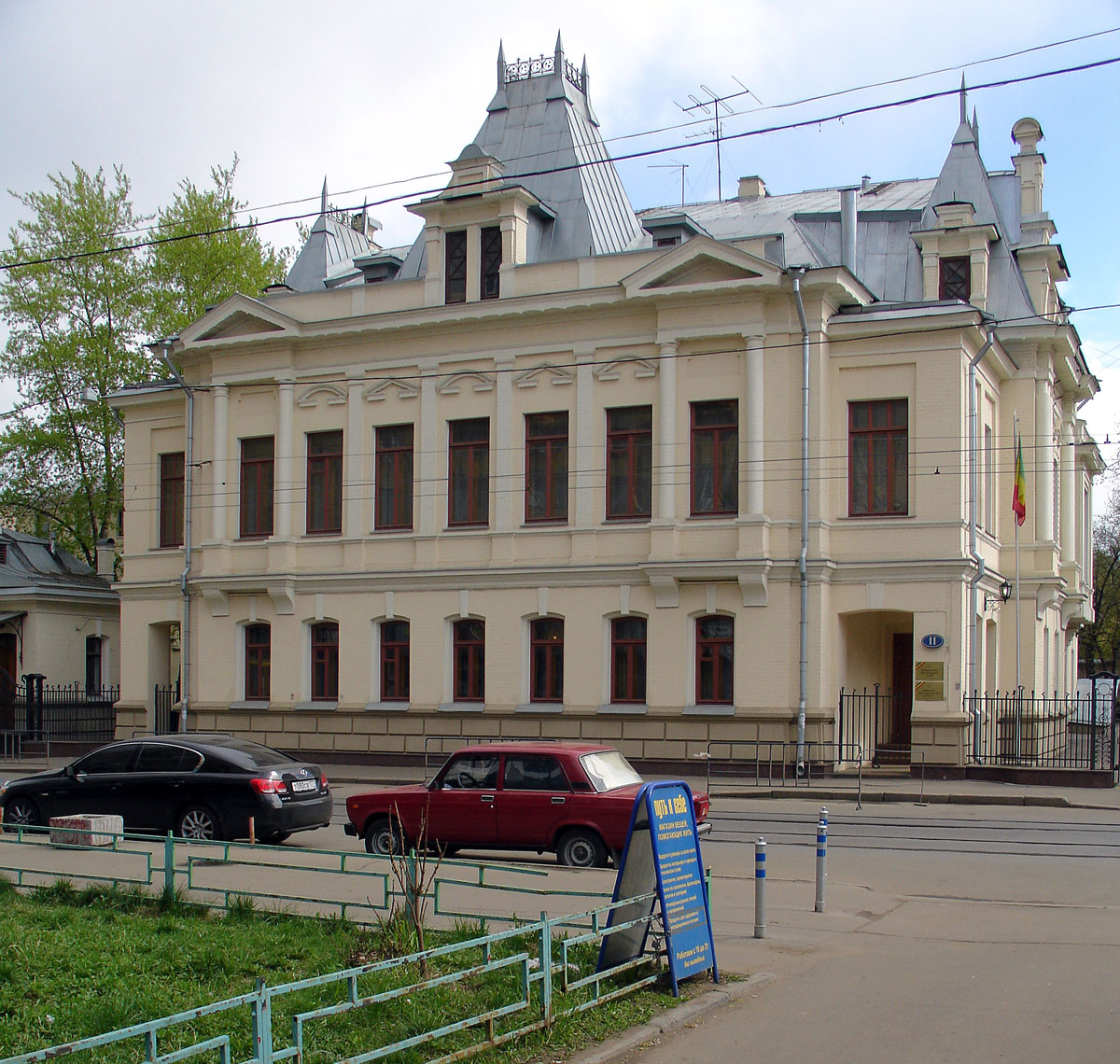
Ambassade à Moscou.
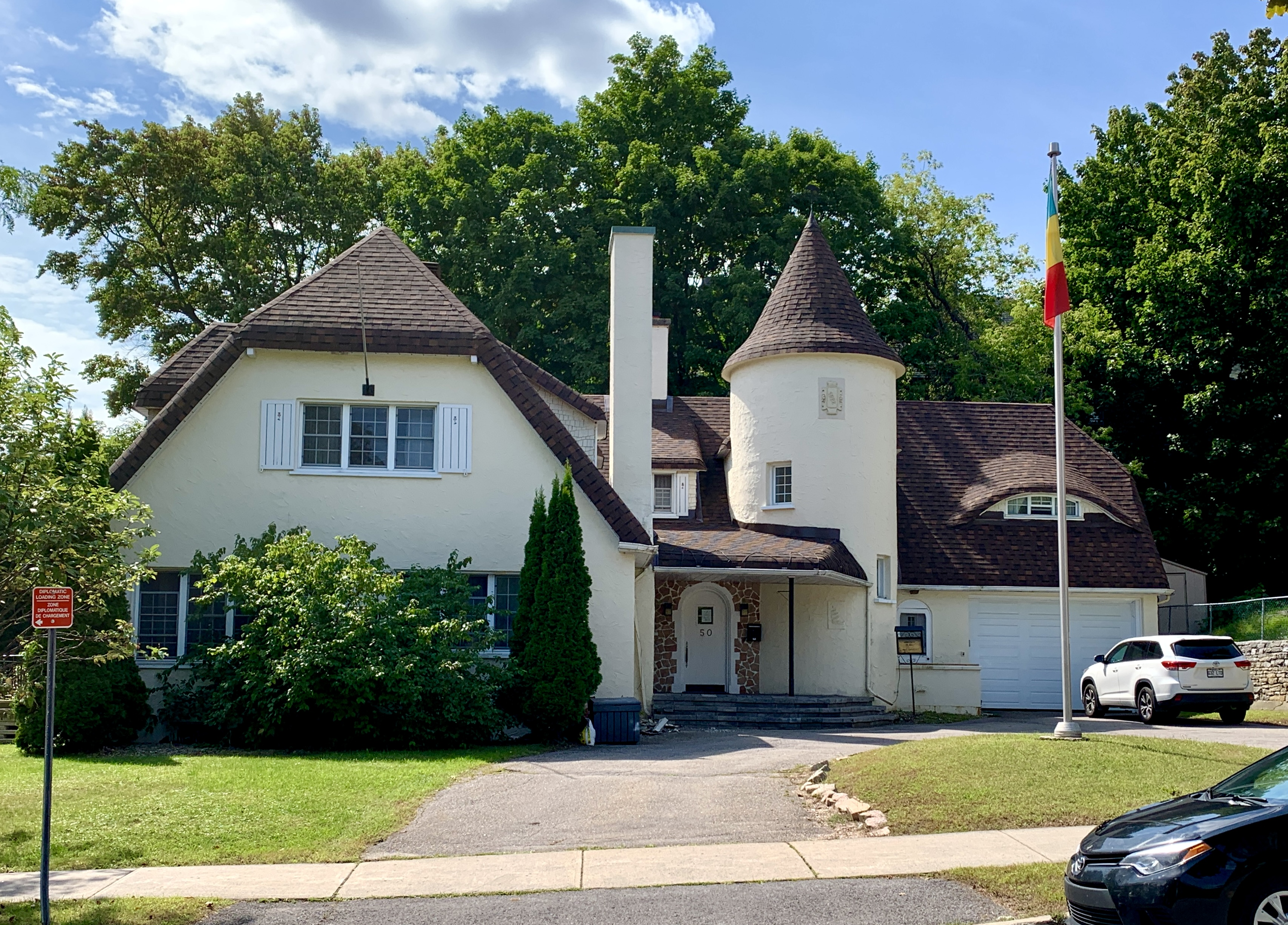
Ambassade à Ottawa.
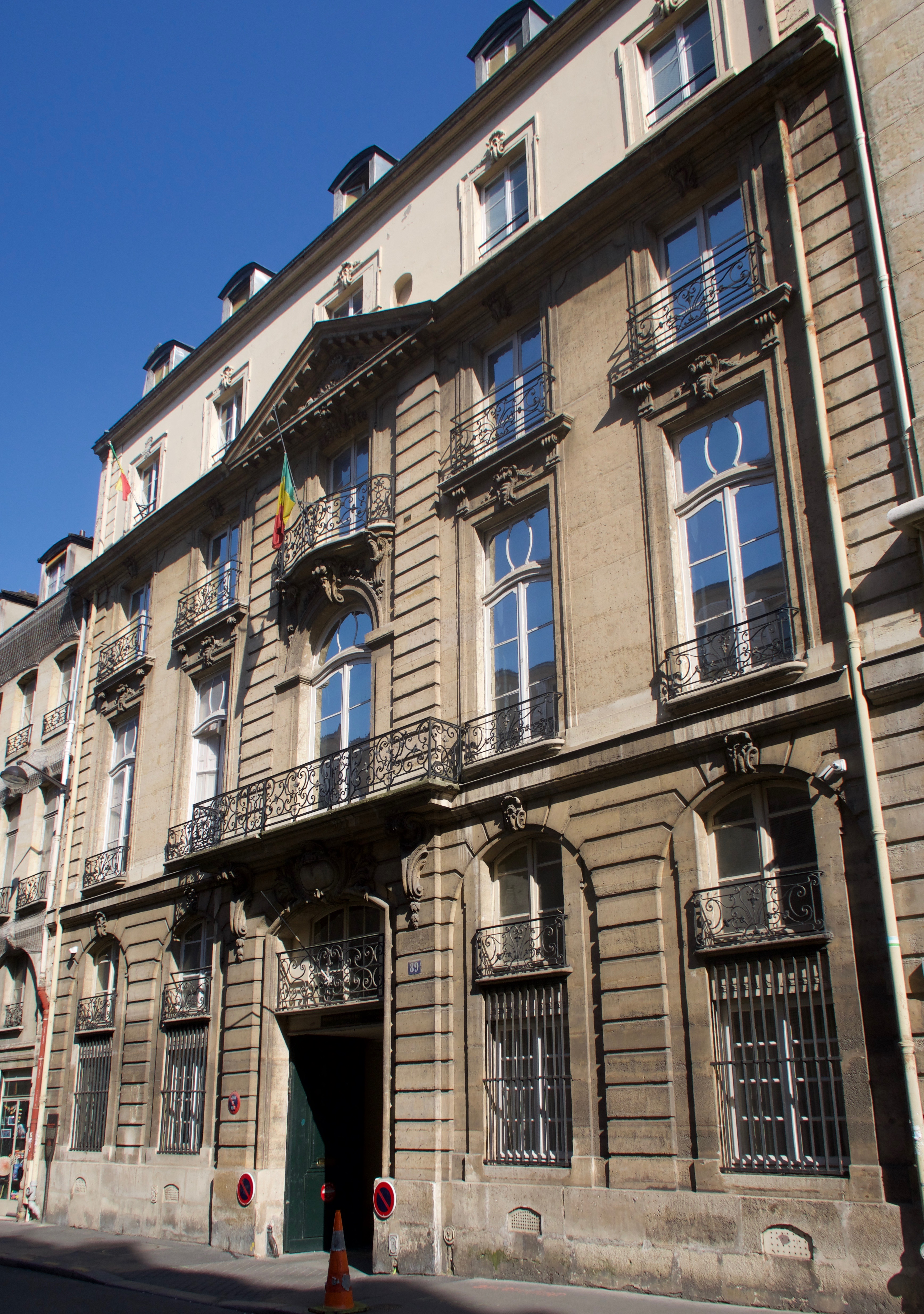
Ambassade à Paris.
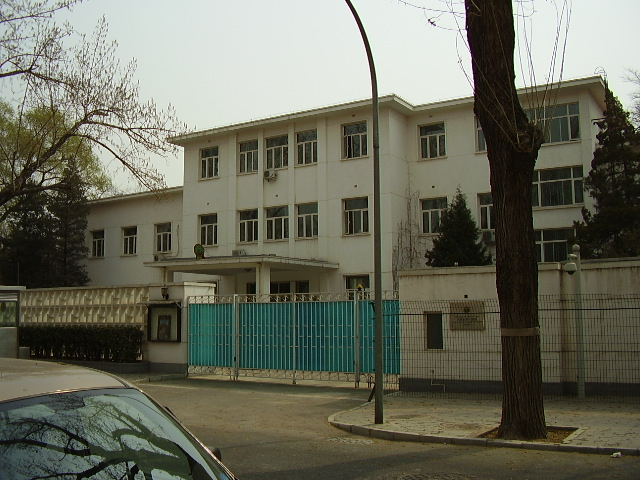
Ambassade à Pékin.
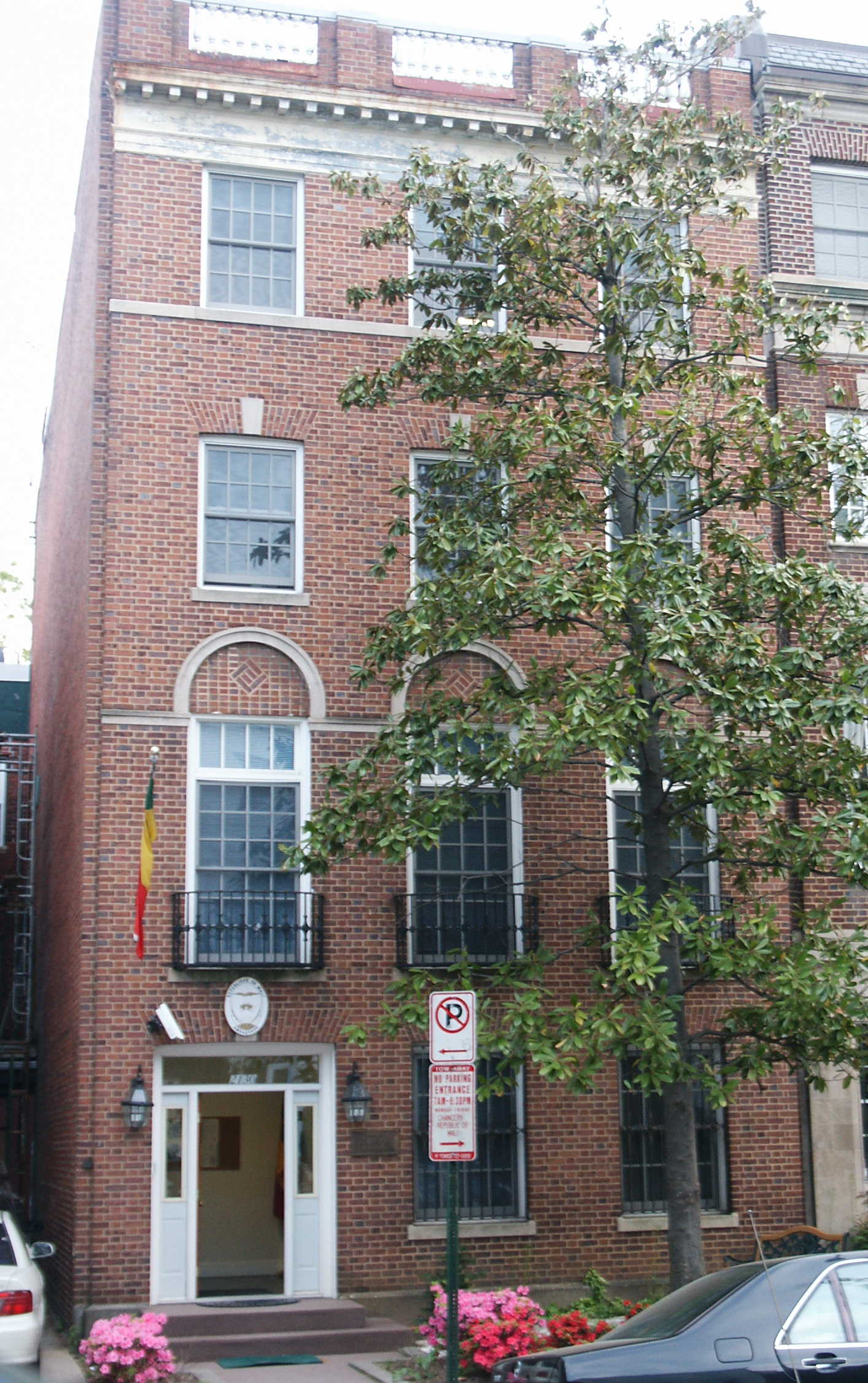
Ambassade à Washington.